# TravelCenters of America

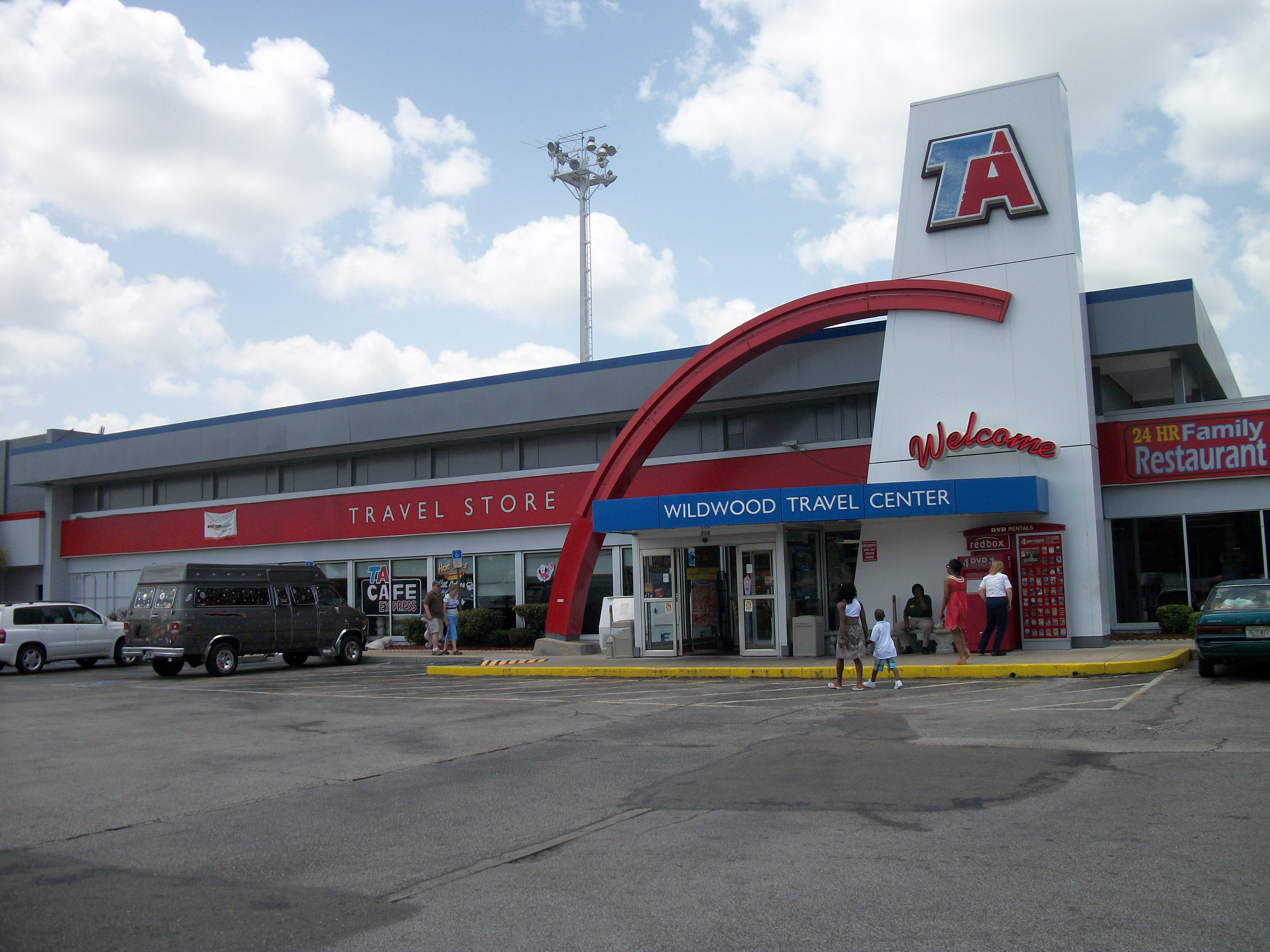
Трак-стоп сети TA в городе Вайлдвуд

TravelCenters of America — американская компания, владеющая обширной сетью трак-стопов, расположенных в США и Канаде. Большинство клиентов компании — тракеры. Штаб-квартира компании расположена в городе Уэстлейк, штат Огайо. Компания работает под брендами Petro Stopping Centers и TA and Petro Shopping Centers.

## История
Компания была основана в 1972 году Филом Сандерсом под названием Truckstops of America. В том же году компанию приобрела Ryder Corporation. Затем компания меняла владельцев в 1980-е и в 1990-е годы. В 1984 году компания Truckstops of America была приобретена Standard Oil of Ohio (с 1987 года принадлежит BP). BP, в свою очередь, в 1993 году продала компанию The Clipper Group. В 1997 году произошло объединение сети Truckstops of America и National Auto/Truck Stops chain, увеличив сеть сразу на 112 трак-стопов. Тогда же компания изменила по маркетинговым соображениям название на TravelCenters of America. Начиная с этого момента идёт активная политика по увеличению сети и улучшению качественного состава. Если в 1972 году трас-стопов было шесть, то в 1993 — 48, в 1998—146, а в 2014 году — 249.
В 1997 году компания TravelCenters of America выкупила первую национальную сеть трак-стопов Union 76, закрыв или продав большую часть трак-стопов со старой инфраструктурой. В 1998 году компания приобрела несколько небольших сетей магазинов. 25 августа 1998 года компания объявила о приобретении 19 трак-стопов Burns Bros. Travel Stops из них два сразу были закрыты.
В начале 2000 годов компания приобрела 16 точек сети Travel Ports в восточной части США. В начале 2000 годов TravelCenters of America приобрела трак-стоп в Канаде, в городе Вудсток на юго-западе провинции Онтарио, на Онтарио Хайвей 401, и таким образом стала международной. На тот момент это был единственный трак-стоп за пределами США.
31 мая 2007 года компания TravelCenters of America приобрела конкурентов Petro Stopping Centers. Также приобретались трак-стопы у конкурента Pilot Travel Centers Pilot Flying J.
4 октября 2007 года журнал Land Line Magazine сообщил, что компания потратит 135 млн $ для обновления своих трак-стопов. Работу планировалось завершить к концу 2008 года.
Компания, с целью расширения клиентской базы, запустила также сеть Goasis предназначенную не для тракеров, а для удовлетворения потребностей тех, кто путешествует на своих автомобилях. Эти центры предоставляют семейные ванные комнаты, а также широкий спектр продуктов питания и напитков.
Летом 2014 года компания приобрела часть сети продуктовых магазинов Minit Mart Foods Inc. за 67 млн $. За этим последовали и другие приобретения. На декабрь 2015 года TravelCenters of America приобрела 184 магазина, большинство из них работают под брендом Minit Mart .
16 ноября 2015 года компания приобрела сеть кафе Quaker Steak & Lube располагавшихся на автозаправочных станциях.
Сеть трак-стопов компании продолжает постоянно развиваться. 20 января 2015 года был открыт трак-стоп на 180 парковочных мест в Хилсборо, Техас на U.S. Route 77

## Оказываемые услуги
Основой бизнеса TravelCenters of America является продажа топлива для грузовиков дальнобойщиков, диагностика и ремонт их траков. Попутно доход извлекается из оказания некоторых платных услуг, включая мойку траков и прицепов, а также размещения на трак-стопах кафе и магазинов.
Попутно на трак-стопах можно приобрести шины. Как и другие компании владеющие трак-стопами, TravelCenters of America применяет программу лояльности для своих клиентов.